# Moonlight (film 2016)
Moonlight è un film del 2016 scritto e diretto da Barry Jenkins, e basato sull'opera teatrale In Moonlight Black Boys Look Blue di Tarell Alvin McCraney.
Il film è stato acclamato dalla critica e si è aggiudicato numerosi riconoscimenti, tra cui il premio al miglior film della National Society of Film Critics, il Golden Globe per il miglior film drammatico e tre premi Oscar, per il miglior attore non protagonista, per la miglior sceneggiatura non originale e per il miglior film: è il primo film a tematica LGBT a ottenere questo riconoscimento, nonché il primo con un cast totalmente composto da afroamericani, e il secondo per l'incasso più basso (dietro The Hurt Locker che vinse nel 2010).
Ad oggi, Moonlight è considerato uno dei migliori film del XXI secolo.

## Trama

### I. Piccolo
Chiron è un bambino afroamericano originario di Liberty City, chiamato da tutti “Piccolo”. La madre Paula, invece di prendersi cura del figlio, si droga. I due vivono insieme in un quartiere di Miami segnato da droga e violenza. Per sua fortuna Chiron, dopo l’ennesima fuga dal gruppo di bambini che lo deridono e lo spaventano, si rifugia in una baracca abbandonata e lì, per caso, incontra lo spacciatore Juan, un uomo che si prenderà cura di lui e che gli insegnerà quello che sa della vita. I due diverranno amici e così quel muro di timidezza e di paura di Chiron verso l’uomo verrà meno.
Juan cercherà di aiutare Chiron ad affrontare la sua difficile situazione familiare e la sua difficile quotidianità accogliendolo a casa sua, trattandolo come un figlio e supportandolo insieme con la sua fidanzata Teresa, che indagherà su Chiron con estrema pacatezza e con i modi di una “mamma”. Un giorno il giovane Chiron si presenta a casa di Juan perché turbato in seguito alle grida della madre. Per cercare di calmarlo Juan lo porta con sé al mare, insegnandogli perfino a nuotare. Da quel momento in poi Chiron amerà l’acqua perché lo considera luogo dove le preoccupazioni si dissolvono come le gocce si disperdono nel mare.

### II. Chiron
Chiron è ormai adolescente, ma vive gli stessi problemi del Chiron bambino, anzi forse li vive amplificati. La madre continua a drogarsi e si prostituisce: per questo, Chiron è costretto a rifugiarsi nuovamente a casa di Juan e Teresa per sopravvivere degnamente, ma soprattutto per trovare qualcuno che lo sappia ascoltare e coccolare veramente. Nel frattempo Juan è morto e Chiron si ritrova a contare sulla sola Teresa. Prima di andare a scuola Chiron passa da casa sua e trova la madre in stato di forte agitazione a causa dell’astinenza dalla droga. La donna pretende di avere dal figlio i soldi che Teresa gli aveva dato e, alla fine, riesce a ottenerli.
Chiron decide quindi di andare a scuola e di lasciarsi alle spalle quella casa, ormai domicilio di una madre che "si può chiamare tale solo sulla carta". La giornata passa con difficoltà per Chiron, ma prima di andar via egli ha il tempo di incontrare l’amico Kevin, che nel frattempo era stato messo in punizione per essere stato scoperto mentre amoreggiava con una ragazza della scuola. L’amico gli chiede di tenere il segreto e Chiron accetta, mostrandosi però ancora più turbato del solito. Di ritorno dalla scuola decide di andare da Teresa, ma i bulli che lo perseguitano sin da bambino lo costringono a cambiare strada e, per questo motivo, Chiron si ferma per dormire nella stazione ferroviaria che, nel frattempo, aveva raggiunto.
All’alba del nuovo giorno Chiron è nuovamente scosso da vecchie preoccupazioni e, per cercare un po’ di serenità, decide di andare a riflettere in riva al mare, unico luogo dove si sente sereno. Di lì a poco si reca sul posto anche l’amico Kevin. Dopo una lunga conversazione in cui Chiron riesce a liberarsi di alcune angosce attraverso il conforto di Kevin, nasce una situazione inaspettata: Kevin lo bacia e incomincia ad accarezzarlo sensualmente, fatto che permette a Chiron di comprendere la propria sessualità. Infine Kevin riaccompagna Chiron a casa e i due, poco prima di separarsi, si scambiano una rapida occhiata d'intesa.
Il mattino seguente Chiron torna a scuola. All'uscita, lo aspetta una brutta sorpresa: Terrel, il capo del gruppo di bulli, ordina a Kevin di colpire Chiron e di fargli talmente male da lasciarlo a terra, ma l’amico si limita a sferrare qualche gancio prima di assistere al prosieguo della rissa provocata da Terrel e dai suoi accoliti. Finita la rissa, i bulli scappano e Chiron, grondante di sangue e disteso per terra, viene dapprima portato in infermeria e, in seguito, dalla preside che gli consiglia di denunciare i suoi aggressori, consiglio che il ragazzo non accoglie. Il mattino seguente Chiron si sveglia, torna a scuola, entra in classe e, sfogando tutta la rabbia accumulata, spacca una sedia sulla schiena di Terrel sotto gli occhi del professore e dei compagni. In seguito a questo gesto Chiron viene arrestato e mandato in riformatorio.

### III. Black
L'adulto Chiron è ormai divenuto uno spacciatore di droga in un brutto quartiere di Atlanta e lì cerca di vivere con le sue sole forze, armato della sua fedele rivoltella. Di notte ha sempre il pensiero rivolto al suo passato, ma anche quest’ultimo non si è dimenticato di lui. Una notte Chiron viene svegliato da una telefonata che crede provenire dalla madre Paula, la quale, nel frattempo, è andata a vivere in un centro di recupero per tossicodipendenti, per cercare di allontanarsi dalla droga e per aiutare gli altri. La telefonata è, invece, del suo ex-amico Kevin, che gli chiede se può perdonarlo per quanto successo prima del suo arresto e lo invita a fargli visita. La telefonata lascia Chiron profondamente turbato.
Chiron va a trovare la madre Paula al centro di recupero e tra i due nasce una conversazione che si concluderà con un pianto liberatorio per entrambi. Da lì Chiron si reca a trovare Kevin a Miami, nel ristorante in cui fa lo chef, suscitando la sorpresa dell'amico. Alla chiusura del ristorante, Chiron accompagna a casa Kevin che lo invita a entrare. Finalmente i due giovani uomini potranno esprimere liberamente i reciproci sentimenti.

## Produzione

### Sviluppo
Nel 2003, Tarell Alvin McCraney scrisse un'opera teatrale semi-autobiografica, In Moonlight Black Boys Look Blue, in parte per affrontare la morte della madre malata di AIDS. La pièce non è mai stata portata in scena ed è rimasta nel cassetto per più di dieci anni prima di diventare la base per la sceneggiatura del film.
Dopo l'uscita della sua opera prima, Medicine for Melancholy nel 2008, Barry Jenkins scrisse diverse sceneggiature, nessuna delle quali entrò in produzione. Nel gennaio 2013, la produttrice Adele Romanski persuase Jenkins a realizzare un secondo film. I due incominciarono sedute di brainstorming tramite video chat due volte al mese circa i suoi progetti, e poco dopo Jenkins cominciò a lavorare sulla stesura di McCraney, di cui venne a conoscenza tramite il collettivo delle arti di Miami di Borscht. Dopo essersi confrontato con McCraney, Jenkins scrisse la prima bozza del film durante un soggiorno di un mese a Bruxelles.
Jenkins ha cercato finanziamenti per il film nel corso del 2013, trovando successo dopo aver condiviso lo script con i dirigenti di Plan B Entertainment al Telluride Film Festival di quell'anno. Dede Gardner e Jeremy Kleiner sono diventati produttori del film, mentre A24 si è impegnata a finanziarlo e gestire la distribuzione mondiale, che ha segnato anche la prima produzione dell'azienda.
Si stima che il budget speso per la realizzazione dell'opera sia compreso fra 1,5 e 4 milioni di dollari.

### Riprese
Le riprese del film sono iniziate il 14 ottobre 2015 a Miami, in Florida, luogo dov'era ambientata anche la pièce originale. Invece la post-produzione è iniziata nel novembre 2015 e si è conclusa nell'aprile 2016. Il montaggio del film è stato realizzato a Los Angeles da Joi McMillon e Nat Sanders, entrambi ex compagni di università del regista Jenkins.

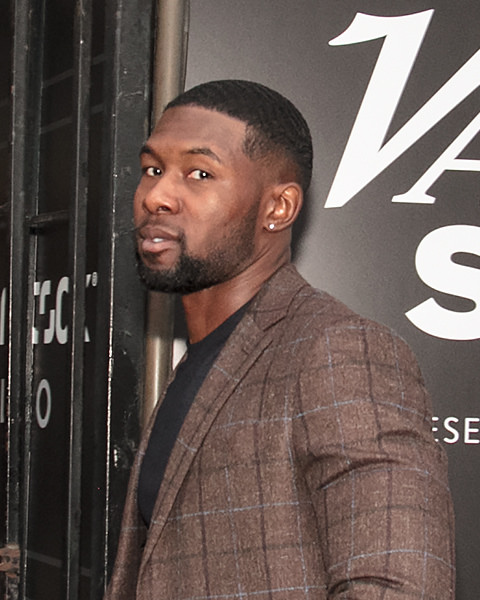
L'attore protagonista Trevante Rhodes alla premiere del film al Toronto International Film Festival del 2016

## Colonna sonora
La colonna sonora di Moonlight è stata ideata e realizzata dal compositore britannico Nicholas Britell, che per il film si è servito della tecnica del cosiddetto "chopped and screwed", ovvero dell'esecuzione di remix di diversi brani performati dall'orchestra e di stampo classico. La colonna sonora è costituita da diciotto brani originali di Britell con aggiunti alcune canzoni non originali di artisti come Barbara Lewis e i Goodie Mob. L'album con la soundtrack completa è stato pubblicato il 21 ottobre 2016.

## Distribuzione
Il film è stato presentato in anteprima mondiale al Telluride Film Festival e successivamente al Toronto International Film Festival, il 10 settembre, e a ottobre al New York Film Festival. Viene poi distribuito nelle sale cinematografiche statunitensi il 21 ottobre 2016.
Il film è stato scelto come film d'apertura della Festa del Cinema di Roma 2016. È stato distribuito nelle sale italiane il 16 febbraio 2017. Il suo primo passaggio televisivo avviene il 4 marzo 2018 su Sky Cinema con il titolo di Moonlight - Tre storie di una vita.

## Accoglienza

### Incassi
Il film ha incassato circa 65,3 milioni di dollari al botteghino, andando ben oltre il budget investito per la sua realizzazione. In Italia al botteghino Moonlight ha incassato nelle prime 4 settimane di programmazione 1,3 milioni di euro, dei quali 175 mila solo nel primo weekend.

### Critica
Il film è stato acclamato in maniera universale sia dalla critica che dal pubblico.
Sul sito web Rotten Tomatoes il film riceve il 98% delle recensioni professionali positive, con un voto medio di 9/10, basato su 384 recensioni, mentre su Metacritic il film ottiene un eccezionale punteggio medio di 99 su 100, basato su 53 critiche, indicando "riconoscimento universale".

## Riconoscimenti
- 2017 - Premio Oscar
  - Miglior film a Adele Romanski, Dede Gardner e Jeremy Kleiner
  - Miglior attore non protagonista a Mahershala Ali
  - Miglior sceneggiatura non originale a Barry Jenkins e Tarell Alvin McCraney
  - Candidatura per il Miglior regista a Barry Jenkins
  - Candidatura per la Miglior attrice non protagonista a Naomie Harris
  - Candidatura per il Miglior montaggio a Joi McMillon e Nat Sanders
  - Candidatura per la Miglior fotografia a James Laxton
  - Candidatura per la Miglior colonna sonora a Nicholas Britell
- 2017 - Golden Globe
  - Miglior film drammatico
  - Candidatura per il Miglior regista a Barry Jenkins
  - Candidatura per il Migliore attore non protagonista a Mahershala Ali
  - Candidatura per la Migliore attrice non protagonista a Naomie Harris
  - Candidatura per la Migliore sceneggiatura a Barry Jenkins
  - Candidatura per la Migliore colonna sonora originale a Nicholas Britell
- 2017 - Premi della National Society of Film Critics
  - Miglior film
- 2016 - Mill Valley Film Festival
  - Premio del pubblico
- 2016 - British Independent Film Awards
  - Miglior film indipendente internazionale
- 2016 - Gotham Independent Film Awards
  - Miglior cast
  - Miglior film
  - Miglior sceneggiatura a Barry Jenkins e Tarell Alvin McCraney
  - Premio del pubblico
- 2016 - National Board of Review Awards
  - Migliori dieci film dell'anno
  - Miglior regista a Barry Jenkins
  - Miglior attrice non protagonista a Naomie Harris
- 2016 - Los Angeles Film Critics Association Award
  - Miglior film
  - Miglior regista a Barry Jenkins
  - Miglior attore non protagonista a Mahershala Ali
  - Miglior fotografia a James Laxton
- 2016 - New York Film Critics Circle Awards
  - Miglior regista a Barry Jenkins
  - Miglior attore non protagonista a Mahershala Ali
  - Miglior fotografia a James Laxton

| valign="top" width="50%" |
- 2016 - American Film Institute
  - Migliori dieci film dell'anno
- 2016 - San Diego Film Critics Society Awards
  - Miglior attore non protagonista a Mahershala Ali
  - Candidatura per il Miglior film
  - Candidatura per il Miglior regista a Barry Jenkins
  - Candidatura per la Miglior sceneggiatura originale a Barry Jenkins e Tarell Alvin McCraney
  - Candidatura per la Miglior fotografia a James Laxton
  - Candidatura per il Miglior cast
- 2017 - National Society of Film Critics
  - Miglior film a Adele Romanski, Dede Gardner e Jeremy Kleiner
  - Miglior regista a Barry Jenkins
  - Miglior attore non protagonista a Mahershala Ali
  - Miglior fotografia a James Laxton
- 2017 - Independent Spirit Awards
  - Premio Robert Altman
  - Miglior film
  - Miglior regista a Barry Jenkins
  - Miglior sceneggiatura a Barry Jenkins
  - Miglior fotografia a James Laxton
  - Miglior montaggio a Joi McMillon e Nat Sanders
- 2017 - Satellite Awards
  - Miglior attrice non protagonista a Naomie Harris
  - Miglior sceneggiatura originale a Barry Jenkins e Tarell Alvin McCraney
  - Candidatura per il Miglior film
  - Candidatura per il Miglior attore non protagonista a Mahershala Ali
  - Candidatura per il Miglior regista a Barry Jenkins
  - Candidatura per la Miglior fotografia a James Laxton
  - Candidatura per il Miglior montaggio a Joi McMillon e Nat Sanders
- 2017 - Screen Actors Guild Awards 2017
  - Miglior attore non protagonista a Mahershala Ali
  - Candidatura per la Miglior attrice non protagonista a Naomie Harris
  - Candidatura per il Miglior cast
- 2017 - Writers Guild of America Award
  - Miglior sceneggiatura originale
- 2017 - Directors Guild of America Award[29]
  - Candidatura per il Miglior regista cinematografico a Barry Jenkins